# North Hātia Island
North Hātia Island är en ö i Bangladesh. Den ligger i den sydöstra delen av landet, 130 km sydost om huvudstaden Dhaka. Arean är 371 kvadratkilometer.
Trakten runt North Hātia Island består till största delen av jordbruksmark. Runt North Hātia Island är det mycket tätbefolkat, med 2 711 invånare per kvadratkilometer.